# Порта-Борсари

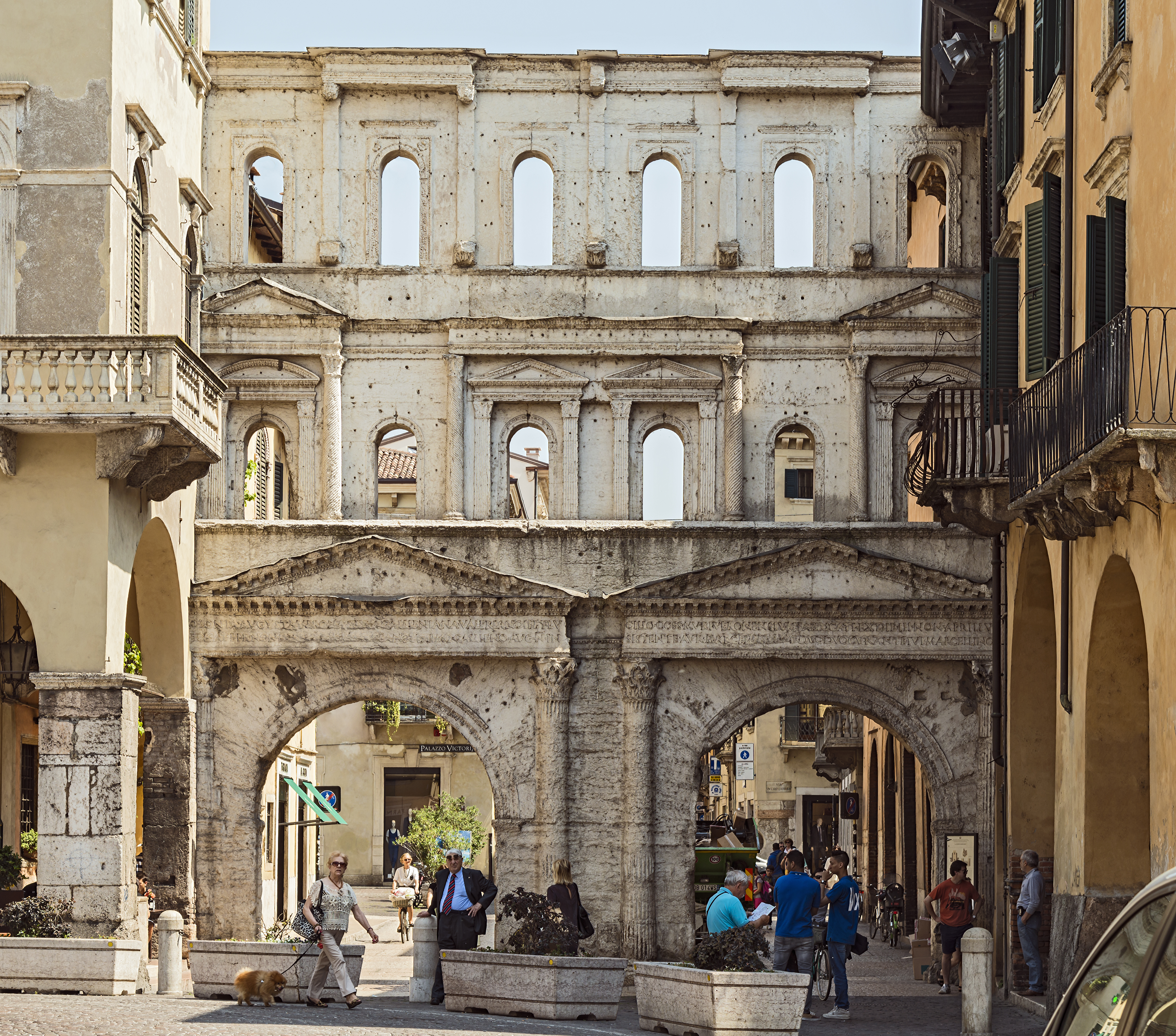
Порта Борсари

Порта Борсари (итал. Porta Borsari) — памятник древнеримской архитектуры в городе Верона (Италия). Порта Борсари был построен в I веке в качестве военной заставы на юге города. В настоящее время строение представляет собой фасад несохранившегося здания, выполнявшего функции казармы гарнизона, охранявшего главный вход в город. При строительстве использовался белый камень из каменоломен Вальполичелла.
Строение выполнено в три яруса: на первом расположены два арочных проёма, служивших въездными воротами, два верхних яруса содержат по шесть арочных проёмов, обрамлённых полуколоннами. На фронтоне нижнего яруса сохранилась надпись 245 года, содержащая древнеримское название города: COLONIA VERONA AUGUSTA.